# エアカラン
エアカラン (Aircalin) は、フランスの海外領土であるニューカレドニアの国際線専門航空会社。

## 解説
ニューカレドニアの首都ヌメアにあるヌメア国際空港をハブ空港とし、オセアニア地域を中心に10都市に就航している。マイレージプログラムはエールフランス‐KLMのフライングブルー。
航空券の座席予約システム (CRS) は、アマデウスITグループが運営するアマデウスを利用している。
2014年8月より新塗装機での運航を開始。尾翼のハイビスカスが旧塗装より大きく描かれている。機体後部のブルーはニューカレドニアの海と空をイメージしている。

## 歴史

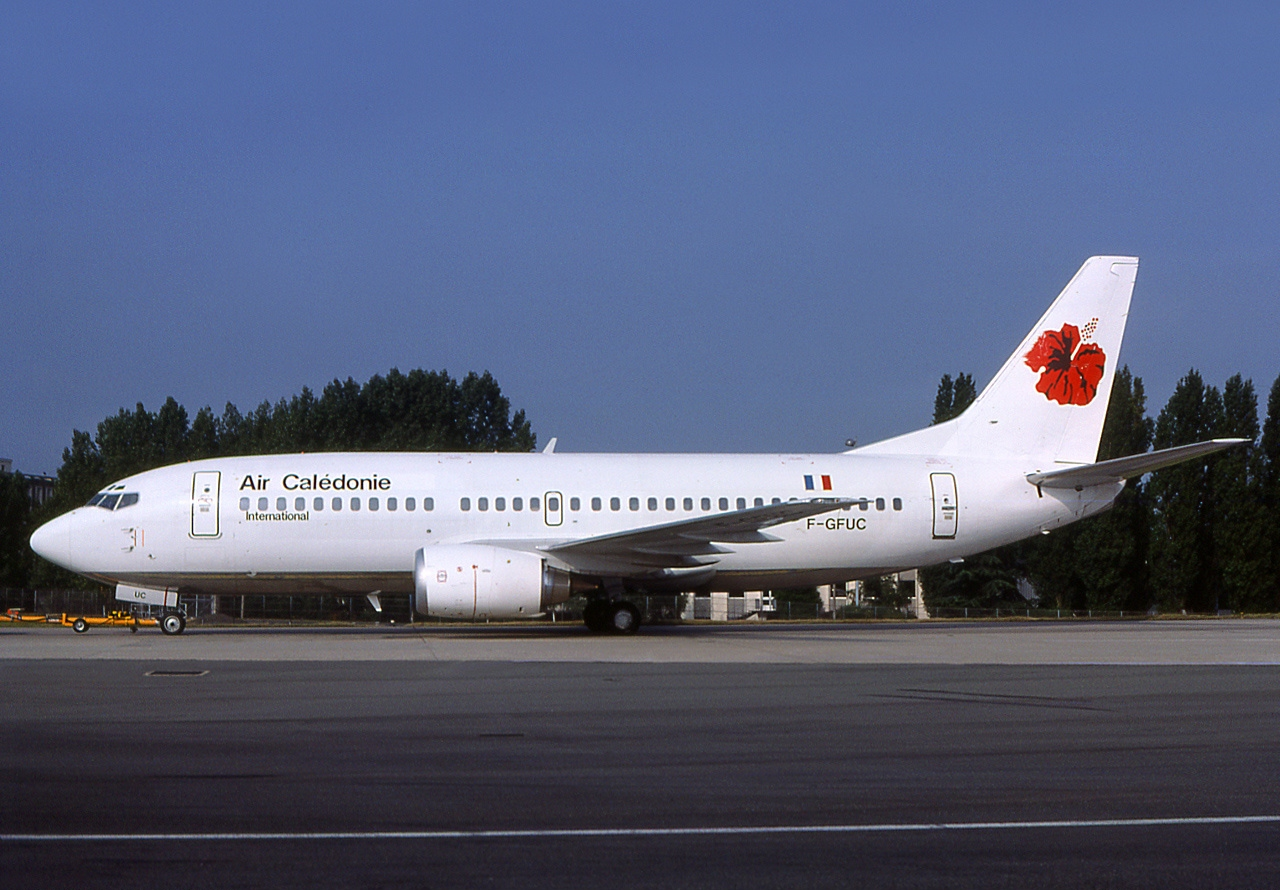
エア・カレドニア・インターナショナル時代の機材、ボーイング737-300（1989年）

1983年8月、ニューカレドニアの国内線を運航するエール・カレドニーを補佐するため、ニューカレドニア政府の出資によりエア・カレドニア・インターナショナル（エール・カレドニー・アンテルナシオナル、Air Calédonie International）として設立。
1983年から1985年の間、エア・ナウルやカンタス航空などからリースした機材を使用し、ヌメアから各方面への路線を運航していた。1985年、コルセール・インターナショナルからシュド・カラベルを譲受し、シドニーおよびオークランド線を開設した。1986年にはマニラ・香港経由の鹿児島線、続いてグアム・ウェーク島経由のホノルル線を開設し、さらに翌1987年、デ・ハビランド・カナダ DHC-6を導入して、ウォリス・フツナ線に投入した。
1996年に社名を「エアカラン」に変更し、コーポレートアイデンティティやロゴも一新した。
2000年4月、初のワイドボディ機としてエアバスA310-300を導入。これにより長距離路線の運航が可能となり、大阪線の開設につながった。2002年にはエアバスA330-200が導入され、東京線が開設された。この路線はエールフランスが運航していた東京 - ヌメア線を引き継いだものである。2004年2月にはさらにエアバスA320-200が加わり、1988年から運航されていたボーイング737-300を置き換えた。
2017年10月、エアバスA320neoとA330-900を2機ずつ発注。2019年7月からエアバスより引き渡しが始まり、A320-200とA330-200を置き換え始めていった。2019年8月10日からは成田線にもA330-900が投入され、同型機として日本に初乗り入れとなった。
2020年からのCOVID-19パンデミック（コロナ禍）では、同年5月の時点で、同年3月と比較して93%の乗客減に見舞われ、メルボルン線・大阪線が休止となった。大阪線については2021年3月に再開する計画であったものの、実際には再開されることはなかった。
2024年5月、フランスからの独立を目指すニューカレドニア先住民による暴動が発生した際には、ヌメア国際空港が一時閉鎖された影響で、エアカランも全便の運航停止を余儀なくされた。暴動が沈静化した後の6月上旬に減便のうえで運航再開したものの、観光客の激減によるニューカレドニアの経済状況悪化のため、高収益が見込める路線に経営資源を集約することとなった。日本路線ではコロナ禍以後乗客数の回復が遅れていたこともあり、東京/成田線が8月26日を最後に運休となり、日本から撤退した。

## 機材

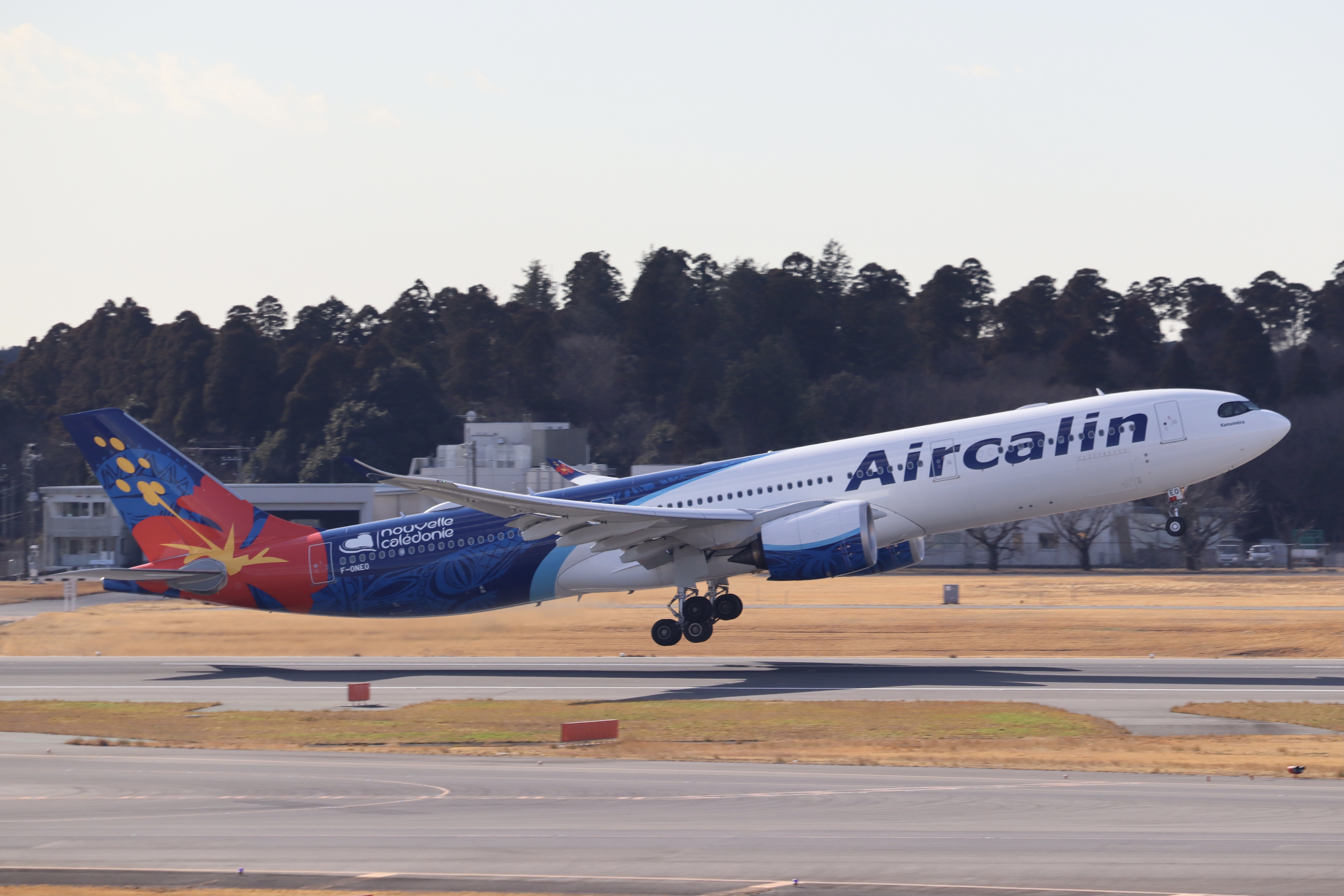
エアバスA330-900

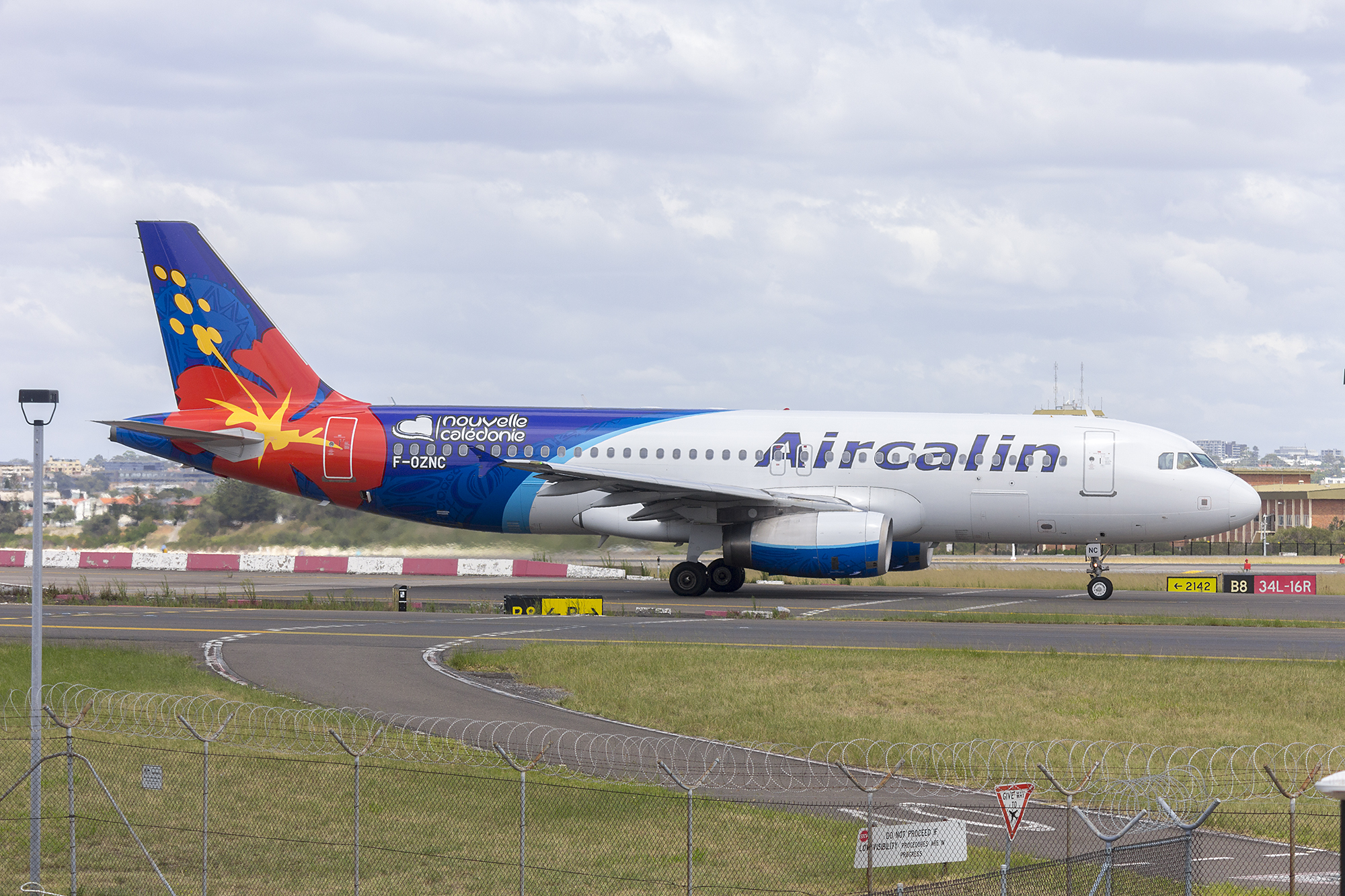
エアバスA320

### 現有機材
2023年12月時点におけるエアカランの機材は以下の通りである。
| 機種             | 運用機数 | 発注機数 | 座席 | 座席 | 座席 | 座席 | 備考 |
| 機種             | 運用機数 | 発注機数 | C    | Y+   | Y    | 計   | 備考 |
| ---------------- | -------- | -------- | ---- | ---- | ---- | ---- | ---- |
| エアバスA320neo  | 2        | —        | —    | 8    | 160  | 168  |      |
| エアバスA330-900 | 2        | —        | 26   | 21   | 244  | 291  |      |
| 合計             | 4        | —        |      |      |      |      |      |

### 退役機材
| 機種              | 機数 | 就役   | 退役   | 代替機種          | 備考 |
| ----------------- | ---- | ------ | ------ | ----------------- | ---- |
| エアバスA310-300  | 1    | 2000年 | 2003年 | エアバスA330-200  |      |
| エアバスA320-200  | 2    | 2004年 | 2021年 | エアバスA320neo   |      |
| エアバスA330-200  | 2    | 2002年 | 2019年 | エアバスA330-900  |      |
| ボーイング737-300 | 1    | 1988年 | 2004年 | エアバスA320-200  |      |
| DHC-6-300         | 3    | 1987年 | 2023年 | なし              |      |
| シュド・カラベル  | 1    | 1985年 | 1988年 | ボーイング737-300 |      |

## 就航都市
2024年時点での就航都市、およびかつて就航していた都市は以下の通り。
| 国／地域             | 都市         | 空港                             | 備考 | 出典          |
| -------------------- | ------------ | -------------------------------- | ---- | ------------- |
| オーストラリア       | ブリスベン   | ブリスベン空港                   |      |               |
| オーストラリア       | メルボルン   | メルボルン空港                   | 終了 | [ 18 ]        |
| オーストラリア       | シドニー     | シドニー国際空港                 |      |               |
| 中国                 | 杭州         | 杭州蕭山国際空港                 | 終了 | [ 19 ]        |
| フィジー             | ナンディ     | ナンディ国際空港                 |      |               |
| フランス領ポリネシア | パペーテ     | ファアア国際空港                 |      |               |
| グアム               | ハガニア     | グアム国際空港                   | 終了 |               |
| 香港                 | 香港         | 啓徳空港                         | 終了 |               |
| 日本                 | 鹿児島       | 鹿児島空港                       | 終了 |               |
| 日本                 | 大阪         | 関西国際空港                     | 終了 | [ 20 ]        |
| 日本                 | 東京         | 成田国際空港                     | 終了 |               |
| ニューカレドニア     | ヌメア       | ヌメア国際空港                   | ハブ |               |
| ニュージーランド     | オークランド | オークランド空港                 |      |               |
| フィリピン           | マニラ       | ニノイ・アキノ国際空港           | 終了 |               |
| シンガポール         | シンガポール | シンガポール・チャンギ国際空港   |      | [ 21 ] [ 22 ] |
| 大韓民国             | ソウル       | 仁川国際空港                     | 終了 | [ 23 ]        |
| アメリカ合衆国       | ホノルル     | ダニエル・K・イノウエ国際空港    | 終了 |               |
| バヌアツ             | ポートビラ   | ポートビラ・バウアフィールド空港 |      |               |
| ウォリス・フツナ     | ウォリス島   | ヒヒフォ空港                     |      |               |
| ウォリス・フツナ     | フツナ島     | ポイント・ヴェレ空港             | 終了 |               |
| ウェーク島           | ウェーク島   | ウェーク島飛行場                 | 終了 |               |

## 機内サービス
クラス編成はクラスハイビスカス、プレミアムエコノミー、エコノミークラスの3クラス制。フランスのシャンパンおよびグランクリュ・ワインのリストが用意されており、食前酒にはシャンパン、食事にはニューカレドニア産の素材を使ったフランスや世界各国の伝統的な料理を提供している。エコノミークラスでも特別食以外に有料のアラカルト・メニューが6種類用意されており、事前予約で通常の機内食の代わりに選ぶことができる。
オンラインで任意の金額で入札するだけでアップグレードが可能になるサービス「マイ・プラスグレード」が用意されており、出発の14日前に対象者に送られてくるオークションへの招待メールからアップグレードの入札が可能。入札結果は出発の4日から24時間前にメールで通知される。

## 提携
以下の航空会社とコードシェア協定を結んでいる。
- エールフランス
- ニュージーランド航空
- エア タヒチ ヌイ
- バヌアツ航空
- 日本航空
- カンタス航空

以下の航空会社とインターライニング協定を結んでいる。
- ヴァージン・オーストラリア